# 一の谷崇帥
一の谷 崇帥（いちのたに そうし、1976年6月10日 - ）は、青森県南津軽郡大鰐町出身で中村部屋所属の元大相撲力士。本名は木田 崇帥（きだ そうし 以前は木田 崇師（読み方は同じ））。現役時は身長182cm、体重128kg。最高位は東十両12枚目（2004年7月場所）。得意技はもろ差し、寄り。

## 来歴
大鰐町立大鰐中学校在籍中は野球部に所属していたため、相撲経験は無かった。しかし相撲が盛んな地域であったため、父の勧めにより中学卒業と同時に中村部屋に入門。1992年3月場所に初土俵を踏んだ。初土俵から4年で幕下まで番付を上げたが、定着するまでに時間が掛かったため幕下と三段目を往復する生活が続いた。2002年頃から幕下に定着。幕下中位で一進一退が続いた時期も長かったが、2003年後半から幕下上位でも勝ち越せるようになった。2004年1月場所には最高位の東幕下4枚目まで番付を上げ4勝3敗と勝ち越し、翌3月場所に十両に昇進した。軽量の体格を生かした速攻相撲が得意で諸差しになると力を発揮したが、やや立合い負けするところがあり、新十両の場所は5勝10敗と負け越し1場所で幕下に陥落した。同年7月場所に十両に復帰したがこの場所も5勝10敗と負け越し、また1場所で陥落した。それ以来、十両から遠ざかり、幕下の土俵で十両復帰を目指して相撲を取り続けていたが、2006年7月場所を途中休場し、翌場所から3場所連続全休。2007年3月場所では西序二段28枚目まで番付を落とし、その後三段目上位まで番付を戻したものの、ひざの故障のため、2008年1月場所後の2月8日に引退届を提出、3月場所後に引退が発表された。
愛称は本名の「キダ」。趣味は読書。好きな食べ物は唐揚げ、コロッケ。血液型はB型。
現役中の2005年に高等学校卒業資格を得るために日本航空高等学校通信制課程に入学し、2008年3月に卒業した。

## 主な戦績
- 生涯成績：346勝310敗33休 勝率.527
- 十両成績：10勝20敗 勝率.333
- 現役在位：97場所
- 十両在位：2場所

### 場所別成績
| | 一月場所 初場所（東京）   | 三月場所 春場所（大阪）   | 五月場所 夏場所（東京） | 七月場所 名古屋場所（愛知） | 九月場所 秋場所（東京） | 十一月場所 九州場所（福岡） |
| --- | ------------------------- | ------------------------- | ----------------------- | --------------------------- | ----------------------- | --------------------------- |
| 1992年 （平成4年） | x                         | （前相撲）                | 東序ノ口22枚目 4–3      | 西序二段135枚目 3–4         | 東序二段159枚目 4–3     | 東序二段127枚目 4–3         |
| 1993年 （平成5年） | 西序二段91枚目 4–3        | 西序二段61枚目 5–2        | 東序二段25枚目 4–3      | 西序二段筆頭 1–6            | 西序二段42枚目 4–3      | 東序二段17枚目 5–2          |
| 1994年 （平成6年） | 西三段目91枚目 2–5        | 東序二段25枚目 4–3        | 西序二段3枚目 5–2       | 東三段目73枚目 5–2          | 西三段目40枚目 5–2      | 西三段目13枚目 3–4          |
| 1995年 （平成7年） | 西三段目30枚目 3–4        | 西三段目43枚目 2–5        | 東三段目69枚目 6–1      | 東三段目19枚目 3–4          | 西三段目39枚目 4–3      | 東三段目21枚目 3–4          |
| 1996年 （平成8年） | 西三段目34枚目 4–3        | 西三段目20枚目 5–2        | 東幕下57枚目 1–6        | 東三段目26枚目 3–4          | 西三段目41枚目 3–4      | 東三段目58枚目 4–3          |
| 1997年 （平成9年） | 東三段目43枚目 4–3        | 東三段目29枚目 5–2        | 東三段目4枚目 4–3       | 東幕下53枚目 3–4            | 西三段目8枚目 4–3       | 東幕下57枚目 4–3            |
| 1998年 （平成10年） | 西幕下49枚目 3–4          | 東三段目4枚目 2–5         | 西三段目27枚目 5–2      | 西三段目筆頭 3–4            | 西三段目16枚目 6–1      | 東幕下44枚目 3–4            |
| 1999年 （平成11年） | 東幕下57枚目 5–2          | 東幕下39枚目 5–2          | 西幕下24枚目 1–6        | 東幕下48枚目 2–5            | 東三段目6枚目 3–4       | 西三段目21枚目 5–2          |
| 2000年 （平成12年） | 西幕下58枚目 6–1          | 東幕下29枚目 4–3          | 西幕下21枚目 3–4        | 東幕下28枚目 4–3            | 東幕下21枚目 3–4        | 西幕下29枚目 4–3            |
| 2001年 （平成13年） | 東幕下23枚目 1–6          | 東幕下45枚目 4–3          | 東幕下36枚目 4–3        | 西幕下28枚目 2–5            | 東幕下46枚目 4–3        | 東幕下39枚目 2–5            |
| 2002年 （平成14年） | 西三段目2枚目 5–2         | 東幕下44枚目 4–3          | 東幕下38枚目 4–3        | 東幕下28枚目 4–3            | 東幕下20枚目 3–4        | 東幕下27枚目 4–3            |
| 2003年 （平成15年） | 東幕下21枚目 4–3          | 西幕下16枚目 2–5          | 西幕下35枚目 3–4        | 東幕下41枚目 6–1            | 西幕下17枚目 4–3        | 東幕下14枚目 5–2            |
| 2004年 （平成16年） | 東幕下5枚目 4–3           | 西十両14枚目 5–10         | 西幕下4枚目 5–2         | 東十両12枚目 5–10           | 西幕下5枚目 5–2         | 東幕下筆頭 3–4              |
| 2005年 （平成17年） | 西幕下5枚目 5–2           | 東幕下2枚目 3–4           | 東幕下6枚目 1–7         | 東幕下27枚目 3–4            | 東幕下35枚目 3–4        | 西幕下42枚目 5–2            |
| 2006年 （平成18年） | 西幕下26枚目 5–2          | 西幕下14枚目 2–5          | 東幕下31枚目 5–2        | 西幕下19枚目 3–2–2          | 東幕下28枚目 休場 0–0–7 | 西三段目8枚目 休場 0–0–7    |
| 2007年 （平成19年） | 西三段目68枚目 休場 0–0–7 | 西序二段28枚目 4–0–3      | 東序二段7枚目 6–1       | 西三段目46枚目 4–3          | 西三段目30枚目 4–3      | 西三段目16枚目 3–4          |
| 2008年 （平成20年） | 東三段目28枚目 4–3        | 西三段目15枚目 引退 0–0–0 | x                       | x                           | x                       | x                           |
| 各欄の数字は、「勝ち-負け-休場」を示す。 優勝 引退 休場 十両 幕下 三賞：敢=敢闘賞、殊=殊勲賞、技=技能賞 その他：★=金星 番付階級：幕内 - 十両 - 幕下 - 三段目 - 序二段 - 序ノ口 幕内序列：横綱 - 大関 - 関脇 - 小結 - 前頭（「#数字」は各位内の序列） |                           |                           |                         |                             |                         |                             |

## 改名歴
- 木田 崇師（きだ そうし）1992年3月場所 - 1996年5月場所
- 若天馬 崇帥（わかてんば - ）1996年7月場所 - 1999年1月場所
- 重櫻 榮（しげざくら さかえ）2000年1月場所 - 2004年1月場所
- 一の谷 崇帥（いちのたに - ）2004年3月場所 - 2008年3月場所

「一の谷」の四股名は江戸時代の先祖が付けていた伝統ある四股名から由来。伯父、従弟も「一の谷」を名乗ったことがある。